# 隆巴 (贡多马尔)
隆巴是葡萄牙波尔图区的一个堂区。总面积13.53平方公里，总人口1711人，人口密度126.5人/平方公里。